# Konference OSN o změně klimatu 2015 v Paříži
Klimatická konference v Paříži byla 21. konferencí smluvních stran Rámcové úmluvy OSN o změně klimatu (anglicky Conference of Parties, zkratka COP; jednotlivé konference se pak označovaly jako COP1, COP2 atd.). Označuje se proto také jako COP 21, lze se setkat i s názvy Světová klimatická konference či Konference OSN o klimatické změně (2015 United Nations Climate Change Conference). Konference skončila 12. prosince 2015 přijetím právně závazné celosvětové dohody.
Konference dosáhla svého cíle poprvé dosáhnout celosvětové dohody o snižování dopadů klimatických změn v tzv. Pařížské dohodě, která byla přijata aklamací téměř všemi státy světa. Dohoda se stala právně závaznou dne 4. listopadu 2016, 30 dní potom,co alespoň 55 zemí, které představují nejméně 55 procent celosvětových emisí skleníkových plynů, se staly smluvní stranou tím, že dohodu podepsaly a následně ratifikovaly, schválily ji nebo k ní přistoupily v New Yorku mezi 22. dubnem 2016 a 21. dubnem 2017. Očekává se, že dohoda vstoupí v platnost v roce 2020. Podle organizačního výboru, očekávaný klíčový výsledek bylo omezit globální oteplování do roku 2100 ve srovnání s předindustriální érou o 2 °C. Cíl omezit zvýšení teploty o 2 stupně byl doplněn v přijatém znění Pařížské dohody o tvrzení, že smluvní strany pokračovat v úsilí o omezení tohoto nárůstu teploty o max 1,5 °C.  Cíl 1,5 ° bude podle některých vědců vyžadovat nulové úrovně emise skleníkových plynů někdy mezi roky 2030 a 2050. Nicméně v konečné verzi Pařížské dohody není žádný detailní časový plán nebo konkrétní cíle pro emise jednotlivých zemí – na rozdíl od předchozího Kjótského protokolu. Dle dohody by v průběhu druhé poloviny tohoto století měla být dosažena nulová úroveň emisí.

## Historie konference

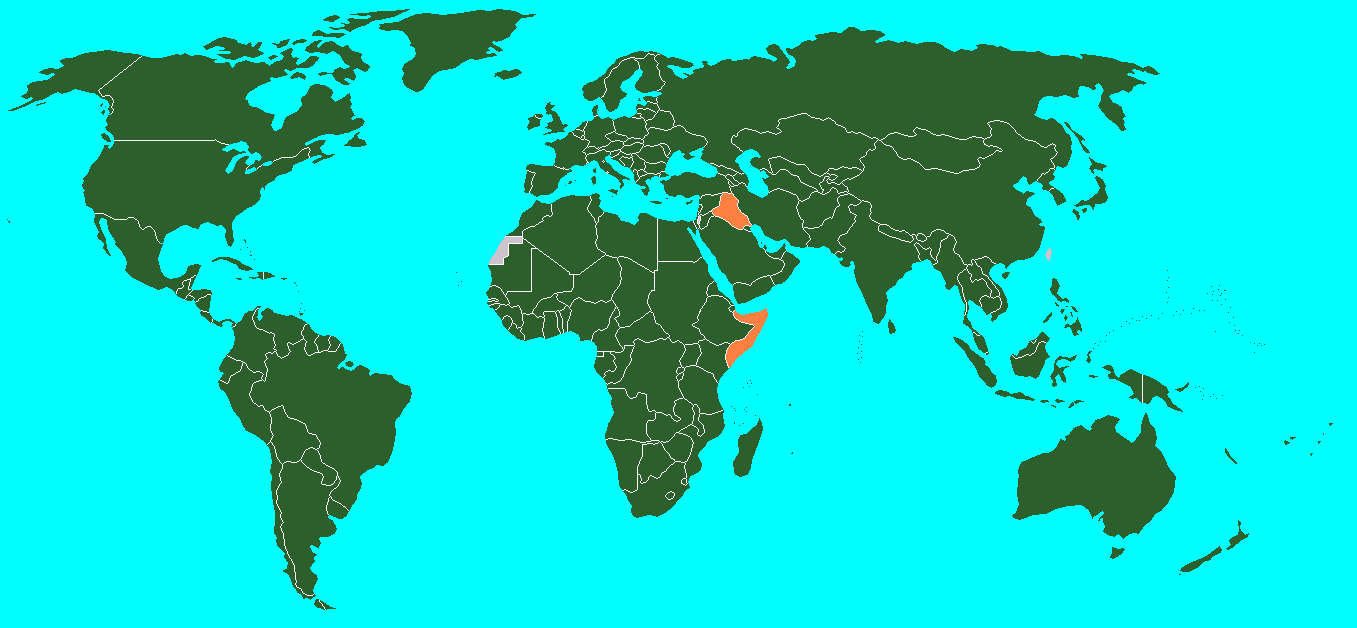
Rámcová úmluva – členské státy (zelená), pozorovatelé (oranžová)

Konference OSN o změně klimatu mají dlouhou historii, první významné mezinárodním setkání na vrcholné (ministerské) úrovni zaměřené na klimatickou změnu proběhlo již roku 1992 v brazilském Rio de Janeiru na Konferenci OSN o životním prostředí a rozvoji. Na Konferenci byly přijaty mnohé významné dokumenty: Zásady obhospodařování lesů (Forest Principles), Agenda 21 a Slib zemi (Pledge to Earth). Byla na ní rovněž projednávána Rámcová úmluva OSN o změně klimatu.
V roce 1995 se v Berlíně sešla první konference smluvních stran Úmluvy (Conference of Parties). Úmluva je rámcový dokument, který může být opatřen dalšími dokumenty (protokoly, dodatky apod.). To umožňuje, aby se agenda kolem Úmluvy rozvíjela, aniž by při vyjednávání detailů byl otvírán základní text, který je výsledkem kompromisu. Významná jednání v rámci Rámcové úmluvy OSN o změně klimatu probíhají každý rok. Mezi největší úspěchy patří přijetí Kjótského protokolu. K únoru 2015 Úmluvu ratifikovalo 196 subjektů/států.
Konference se konala ve francouzské metropoli od 30. listopadu do 12. prosince 2015 pod francouzským předsednictvím. Jednalo se o nejvýznamnější mezinárodní setkání v historii Paříže. Účastnilo se ho několik desítek tisíc účastníků z celého světa. Přítomni byli nejen vrcholní představitelé států, ekonomické sféry, významní vědci ale také představitelé neziskových nevládních organizací, aktivisté a laici se zájmem o problematiku a možnosti řešení klimatické změny a směrování k udržitelnému rozvoji.
Do konference a jejích závěrů byly vkládány značné naděje. Podle organizačního výboru bylo cílem konference dosažení (poprvé po více než 20 letech jednání na půdě OSN), závazné a univerzální dohody o klimatické změně a to mezi všemi státy na světě. Za tímto účelem výbor inicioval mnohá jednání nejen na politické úrovni ale snažil se i o navázání kontaktu a podporu dalších významných aktérů. Papež František publikoval encykliku v roce 2015 nazvanou Laudato si’, v níž vyzývá k akci proti změně klimatu. Mezinárodní konfederace odborových svazů vyzvala k cíli, jež nazvala „nulové emise uhlíku, nulová chudoba“. Vedení Spojených států amerických vyzvalo přední firmy k zapojení do boje proti klimatické změně (American business act climate pledge). Připojily se největší americké firmy, mezi nimi Microsoft, Apple či Google. V souvislosti s teroristickými útoky v Paříži byly na konferenci výrazně zpřísněná bezpečnostních opatření, zrušen byl například plánovaný pochod.

## Dosažená dohoda
V podvečer 12. prosince 2015 byla s jednodenním zpožděním schválena zástupci 196 zemí OSN nová klimatická dohoda. Základem této dohody je snaha udržet oteplování výrazně pod dvěma stupni Celsia a co nejvíce se přiblížit hodnotě 1,5 stupně. Dohoda také zavazuje k miliardovým investicím na pomoc rozvojovým zemím. Dohoda by měla každých 5 let procházet revizí.  Stanovuje závazky všech smluvních stran, včetně největších světových producentů emisí skleníkových plynů jako je Čína, USA či Indie. Hlavní vyjednavač této dohody, francouzský ministr zahraničí Laurent Fabius označil uzavřenou dohodu za „ambiciózní a vyrovnaný“ plán a jako „historický obrat“ v úsilí o dosažení omezení globálního oteplování.